# 링둥구
링둥구(한국어: 영동구, 중국어: 岭东区, 병음: Lǐngdōng Qū)는 중화인민공화국 헤이룽장성 솽야산시의 행정구역이다. 넓이는 908km2이고, 인구는 2007년 기준으로 80,000명이다.

## 행정 구역
6개 가도, 1개 향을 관할한다.
- 가도: 中心街道, 北山街道, 南山街道, 东山街道, 西山街道, 中山街道.
- 향: 长胜乡.